# Powhatan megye
Powhatan megye az Amerikai Egyesült Államokban, azon belül Virginia államban található. Megyeszékhelye Powhatan. Lakosainak száma 30 333 fő (2020. április 1.). Powhatan megye Cumberland, Chesterfield, Amelia, Goochland és Henrico megyékkel határos.

## Népesség
A megye népességének változása:
| Lakosok száma | 28 078 | 28 087 | 28 133 | 28 259 | 28 031 | 30 333 |
|               | 2010   | 2011   | 2012   | 2013   | 2015   | 2020   |